# Alfons Goppel
Alfons Goppel (1 de octubre de 1905 en Reinhausen, cerca de Ratisbona - 24 de diciembre de 1991 en Johannesberg, cerca de Aschaffenburg) fue un político alemán de la Union Social Cristiana de Baviera (CSU) y primer ministro de Baviera (1962-1978).

## Biografía
Alfons Goppel nació en 1905 como uno de los nueve hijos del panadero Ludwig Goppel y su esposa Barbara.
Se casó con Gertrud Wittenbrink en 1935 y juntos tuvieron seis hijos.
Goppel estudió Derecho en Munich desde 1925 hasta 1929 y, después de graduarse, se mudó a Ratisbona, donde se convirtió en abogado. Se desempeñó como fiscal de estado en 1934 y fue enviado a Mainburg, Kaiserslautern y finalmente a Aschaffenburg. Se unió al conservador Partido Popular Bávaro en 1930 y fue miembro hasta la autodisolución del partido en noviembre de 1933. Ingresó a las Sturmabteilung (1933) y al NSDAP (1937) en los años siguientes.
Participó en las campañas de Francia y Rusia como parte de la Wehrmacht durante la Segunda Guerra Mundial y más tarde se convirtió en instructor en la Infanterieschule Döberitz, un campo de entrenamientos del ejército alemán ubicado cerca de Berlín.
Después de la guerra, se convirtió en oficial de la ciudad de Aschaffenburg, siendo responsable de la vivienda y los refugiados. Fue elegido miembro del Parlamento Regional Bávaro en octubre de 1947, pero le fue impedido ocupar su escaño debido a su pasado político. Se convirtió en vicealcalde de Aschaffenburg en 1952 y, finalmente, en 1954, fue elegido miembro del Parlamento Regional y se le permitió tomar su escaño. Permanecería en el parlamento bávaro hasta 1978, cuando lo dejó para convertirse en miembro del Parlamento Europeo.
Postuló sin éxito para alcalde de Würzburg en 1956 y se convirtió en subsecretario en el Ministerio de Justicia de Baviera el año siguiente. Fue ministro bávaro del Interior (1958-1962) y primer ministro de Baviera desde el 11 de diciembre de 1962 hasta el 7 de noviembre de 1978, desempeñándose como Presidente del Bundesrat, entre 1972 y 1973. En 1974 obtuvo la victoria electoral más alta para la CSU en la historia de Baviera con un 62,1% de los votos.
De 1979 a 1984 fue miembro del Parlamento Europeo, y como tal, formó parte del primer Europarlamento directamente elegido.
Uno de sus hijos, Thomas Goppel, más tarde se desempeñó como Ministro de Ciencia, Investigación y Artes de Baviera (2003-2008).
La Alfons-Goppel-Stiftung (Fundación Alfons Goppel), fue formada en 1980 y nombrada en honor a él. La fundación apoya a los niños necesitados en los países del tercer mundo.

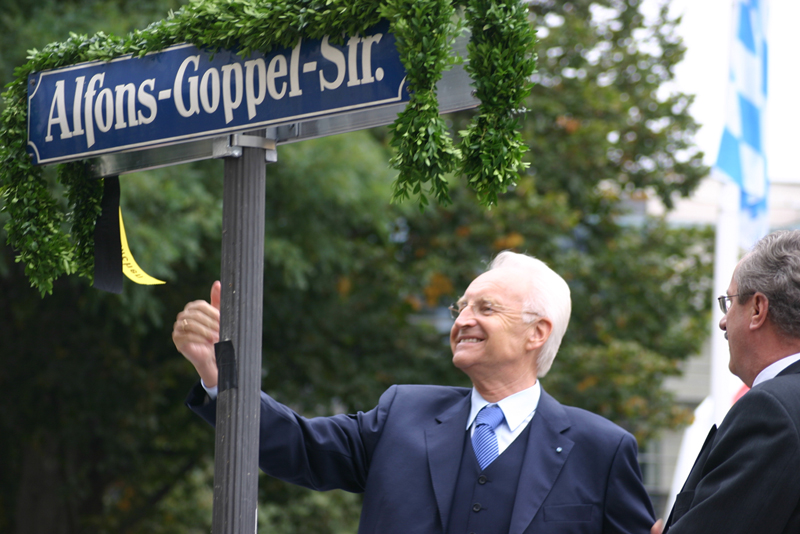
En 2005, una calle de Múnich fue nombrada en su honor

## Honores
Recibió un doctorado honorario de la Universidad de Wurzburgo y la Universidad St. John de Minnesota.